# 蒙古裔日本人
蒙古裔日本人（日语：在日モンゴル人）亦稱在日本的蒙古人，是指生活在日本的蒙古族人。多数来自蒙古国，在2003年，有2545人。在2011年人数4774人，他们多数是大相扑力士，主要居住於東京。

## 相扑力士
在1991年开始，蒙古力士开始占多數（当时占5%）。2005年有60%外國相撲力士是蒙古人。2009年四位外國力士中三位是蒙古人，也是外國出身的大相撲力士中人數最多的。從2003年起的朝青龍明德、白鵬翔、日馬富士公平、及鶴龍力三郎（第68至第71代），連續四代橫綱皆出生於蒙古國。部份蒙古籍相撲力士引退後成為親方，但他們必需要先取得日本國籍，因此要放棄蒙古國籍。

## 学生
另一来源是学生，日俄战争后很多蒙古学生去日本读書(宣扬蒙独)。在蒙疆联合自治政府时很多蒙古人來。在1974年，蒙古人民共和国与日本在1974年同意交换学生，1976年第一批來到。2006年5月有1003人读大学。估计有4000人來自内蒙，他们多数住在東京。

## 知名人士
- 朝青龍明德，原名Dolgorsuren Dagvadorj，相撲力士，橫綱[2]。
- 白鵬翔，原名Mönkhbatyn Davaajargal，相撲力士，橫綱[3]。
- 旭天鵬勝（英语：Kyokutenhō Masaru），原名Tsebeknyam Nyamjyab，相撲力士[4]。(現加入日本籍，成為友綱部屋親方)
- 旭天山武，原名Enkhbat Batmunkh，相撲力士[5][6]。
- 日馬富士公平，原名Davaanyamyn Byambadorj，相撲力士，橫綱[7]。
- 鶴龍力三郎，原名Mangaljalavyn Anand，相撲力士，橫綱
- 苍国来，原名恩和图布新，中國蒙古族出身的相撲力士
- 照之富士春雄，原名Gantulga Ganerdene，烏蘭巴托出身的蒙古族橫綱
- 玉鷲一朗，蒙古國出身關脇級大相撲力士(2019年1月場所優勝得主)
- 逸乃城駿，蒙古國出身關脇級力士
- 豐昇龍智勝，蒙古國出身幕內力士(朝青龍的侄子)。
- 東龍強，前幕內級相撲力士
- 霧島鐵力，大關級力士

## 外部連結
- Mongolian Association in Japan
- Япон дахь Монгол Оюутны Холбоо （页面存档备份，存于）